# Barton Stone Alexander
Barton Stone Alexander, ameriški vojaški inženir in general, * 4. september 1819, † 15. december 1878.
Alexander je po diplomiranju na Vojaški akademiji West Point sprva služil v Korpusu topografskih inženirjev Kopenske vojske ZDA, občasno pa je bil dodeljen Korpusu inženircev Kopenske vojske ZDA. Med ameriško-mehiško vojno je gradil fortifikacije, s katerimi so zavarovali ameriške oskrbovalne poti med napredovanjem proti Mexico Cityju. Po koncu vojne je bil nameščen v Washingtonu, D.C., kjer je deloval kot arhitekt; najbolj znana je zgradba Inštituta Smithsonian. 
Potem je nadzoroval prenovo svetilnika Minot's Ledge, ki je veljala za enega najbolj zahtevnih projektov ameriške vlade.
Med ameriško državljansko vojno je bil svetovalec pri Inženirski brigadi Armade Potomaca, nato pa je postal glavni inženir obrambe Washingtona, D.C. Po vojni je bil zaradi zaslug povišan v brevetnega brigadnega generala in postal je glavni inženir Vojaške divizije Pacifika, s čimer je postal vodilni inženir za vsako vojaško konstrukcijo na Zahodni obali ZDA. 
V tem času je tudi prepričal vlado o potrebnosti pridobitve Pearl Harborja s strani havajskega kraljestva in nadzoroval je številne irigacijske in izsuševalne projekte v Kaliforniji.